# Fábri Zoltán (rendező)
Fábri Zoltán (eredeti nevén: Furtkovits Zoltán), (Budapest, 1917. október 15. – Budapest, 1994. augusztus 23.) háromszoros Kossuth-díjas magyar film- és színházi rendező, színész, díszlettervező, forgatókönyvíró, főiskolai tanár, festőművész, grafikus, kiváló művész.

## Életpályája
Budapesten született Furtkovits Mihály Béla (1889–1959) és Grőber Olga Mária gyermekeként. A Ferencvárosban nőtt fel, festőnek készült. 1938-ban végezte el a Képzőművészeti Főiskolát, érdeklődése azonban a színészet felé fordult. 1941-ben végzett a Színművészeti Főiskolán. Másodéves főiskolás, amikor a Vígszínház ösztöndíjas rendező növendéke lett. A Nemzeti Színháznál dolgozott 1941 és 1943 között színészként, díszlettervezőként és játékmesterként. 1943-tól 1946-ig a Vígszínház tagja volt. 1946 és 1948 között a Művész Színháznál dolgozott. 1948-ban egy évadon át a Nemzeti Színház rendezője volt, 1949-ben pedig egy szezonon át az Úttörő Színház igazgatói tisztségét töltötte be. 1950-ben a Hunnia Filmgyárhoz került, ahol 1952-ig művészeti igazgató, 1952-től pedig filmrendező volt. 1958-ban választották meg a Magyar Film- és Televízióművészeti Szövetség elnökévé, a tisztséget 1981-ig töltötte be, majd tiszteletbeli elnök lett. 1970-től tanított a Színház- és Filmművészeti Főiskolán. Özvegye Apor Noémi (1918–2005) színésznő, Várkonyi Zoltán húga. 1947-ben házasodtak össze, és 1950-ben született a fiuk, Fábri Péter fotóriporter, fotóművész (1950–2010), akinek a fia, szintén Fábri Péter 1985-ben jött a világra.

## Színpadi rendezései
- Polgár András: Töltsön egy estét a Fehér Rózsában
- Grillparzer: Bánk hűsége
- Molière: A képzelt beteg
- Heinar Kipphardt: Az Oppenheimer ügy
- Fehér Klára: Becsület
- William Shakespeare: IV. Henrik
- Giraudoux: Sellő
- Békeffi István–Stella Adorján: Janika
- Pirandello: Az ember, az állat és az erény
- Princev–Hocsinszkij: Csodák világa
- Brustein: Tamás bátya kunyhója
- Eugéne Scribe–Ernest Legouvé: Navarrai Margit
- Kassák Lajos: És átlépték a küszöböt
- Paul Vandenberghe: Tizenhétéves vagyok
- Lilian Hellman: Kis rókák
- John Galsworthy: Úriemberek

### Díszlettervei
- George Bernard Shaw: Az orvos dilemmája
- Gow: Mélyek a gyökerek
- O'Neil: Amerikai Elektra
- Marcel Achard: Leon és Noel
- Knott: Éjszakai telefon
- Strindberg: Haláltánc
- Thurzó Gábor: Az ördög ügyvédje
- Bruckner: Angliai Erzsébet
- Jean Kerr: Mary, Mary
- William Shakespeare: A makrancos hölgy
- Molnár Ferenc: Játék a kastélyban
- Sartre: Altona foglyai
- Maugham: Színház
- Szigligeti Ede: Liliomfi
- Pirandello: IV. Henrik
- Kesselring: Arzén és levendula
- Molnár Ferenc: A doktor úr
- Weingarten: A nyár
- Kálmán Imre: Csárdáskirálynő
- Vampilov: Kaland a főmettőrrel
- Vampilov: Húsz perc egy angyallal
- Alan Ayckbourn: Keresztül-kasul
- Adujev: Dohányon vett kapitány
- Feydeau: Bolha a fülbe
- Schisgal: Szerelem, óh!
- Tersánszky Józsi Jenő: Viszontlátásra, drága
- Páskándi Géza: Vendégség
- O'Neill: Eljő a jeges
- Szabó György: Napóleon és Naplóleon
- Thurzó Gábor: Záróra
- Mesterházi Lajos: Az ártatlanság kora
- Lavrenyov: Amerika hangja
- Shaw: Candida
- Zapolszka: Dulszka asszony erkölcse
- Katajev: Az ezred fia
- Molière: Gömböc úr
- Fagyejev: Az ifjú gárda
- Osztrovszkij: Jövedelmező állás
- Lawler: A tizenhetedik baba nyara
- Szurov: Vadnyugat
- Déry Tibor: Itthon
- De Fries Károly: Mimóza
- Hervé: Lili
- Halász Péter–Halász Rudolf: Házasság hármasban
- Anouilh: Euridike
- Giraudoux: Trójában nem lesz háború
- Agatha Christie: Tíz kicsi néger
- Gádor Béla: Urak, költők, gyilkosok
- Coward: Vidám kísértet
- Jean-Paul Sartre: Temetetlen holtak
- Zerkovitz Béla: Csókos asszony
- Dosztojevszkij: Bűn és bűnhődés
- Henrik Ibsen: Hedda Gabler
- Gow–D'Usseau: Mélyek a gyökerek
- Arthur Miller: Édes fiaim
- Illés Endre: Hazugok
- Goetz: Erényes otthon
- Kanin: Ócskavas nagyban
- Oscar Wilde: Eszményi férj

## Filmjei

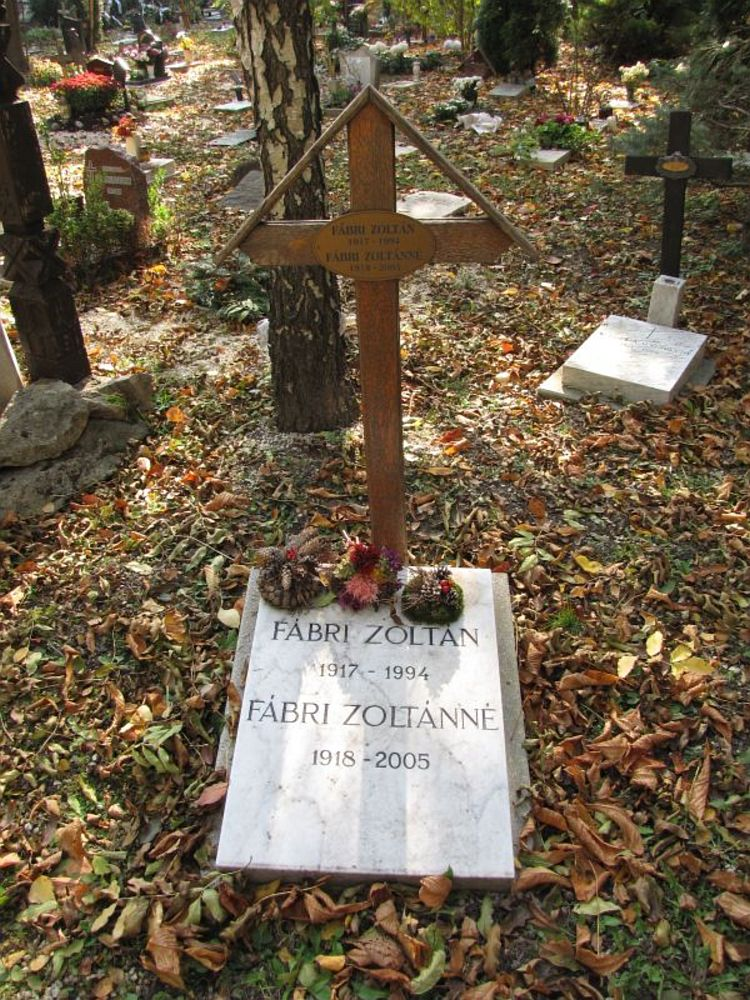
Fábri Zoltán sírja Budapesten. Farkasréti temető: 32/2-1-159/G.

### Rendező
- Vihar (1951)
- Életjel (1954)
- Körhinta (1956)
- Hannibál tanár úr (1956)
- Bolond április (1957)
- Édes Anna (1958)
- Dúvad (1960)
- Két félidő a pokolban (1961)
- Nappali sötétség (1963)
- Húsz óra (1965)
- Vízivárosi nyár (1965)
- Utószezon (1966)
- A Pál utcai fiúk (1968)
- Isten hozta, őrnagy úr! (1969)
- Hangyaboly (1971)
- Plusz-mínusz egy nap (1972)
- 141 perc a befejezetlen mondatból (1975)
- Az ötödik pecsét (1976)
- Magyarok (1977)
- Fábián Bálint találkozása Istennel (1980)
- Requiem (1981)
- Gyertek el a névnapomra (1983)

### Egyéb
- Erkel (1952, díszlettervező)
- Dandin György, avagy a megcsúfolt férj (1955)

## Díjai, elismerései
- Kossuth-díj (1953, 1955, 1970)
- Locarnoi Nemzetközi Filmfesztivál, különdíj, (Nappali sötétség) (1964)
- Velencei Nemzetközi Filmfesztivál, Unicrit Award, (Húsz óra) (1965)
- Moszkvai Nemzetközi Filmfesztivál, fődíj (Húsz óra) (1965)
- Kiváló művész (1965)
- SZOT-díj (1975)
- Moszkvai Nemzetközi Filmfesztivál különdíj, (141 perc a befejezetlen mondatból) (1975)
- Moszkvai Nemzetközi Filmfesztivál, fődíj (Ötödik pecsét) (1977)
- Magyar Népköztársaság babérkoszorúval díszített Zászlórendje (1977)[9]
- Berlini Nemzetközi Filmfesztivál, Ezüst medve, (Requiem) (1982)
- Magyar Népköztársaság rubinokkal díszített Zászlórendje (1987)[10]
- A Magyar Köztársasági Érdemrend középkeresztje (1992)

## Filmszerep
Filmrendezők, film körül tevékenykedők esetében sűrűn előfordul, hogy pályatársaik egy-egy alkotásában villanásnyira megjelennek. Bacsó Péter kultuszfilmjében, A tanúban azonban Dániel Zoltán miniszter szerepét játszotta.

## Hagyatéka
2014. október 20-án elindult a Fábri Zoltán Digitális Archívum, melyet az unoka, Fábri Péter hozott létre. Az oldal célja a teljes hagyaték lépésről lépésre történő digitalizálása és a köz számára elérhetővé, kutathatóvá tétele.